# Trachelipus arcuatus
Trachelipus arcuatus är en kräftdjursart som först beskrevs av Gustav Budde-Lund 1885.  Trachelipus arcuatus ingår i släktet Trachelipus och familjen Trachelipodidae. Inga underarter finns listade i Catalogue of Life.